# Pullman paradis
Pour plus de détails, voir Fiche technique et Distribution.
Pullman paradis est un film français réalisé par Michèle Rosier et sorti en 1995.

## Synopsis
Un groupe embarque dans un autocar pullman à destination du Mont Saint-Michel. Il est dévalisé par une bande de voyous, et des liens se nouent entre les voyageurs.

## Fiche technique
- Réalisation : Michèle Rosier
- Scénario : Michèle Rosier
- Production : Go-Films, Skyline
- Photographie : Jacques Loiseleux
- Musique : Yves Cerf
- Son : Jean-Claude Brisson
- Montage : Dominique Pâris
- Durée : 100 minutes[1]
- Date de sortie: 5 juillet 1995 ( France)

## Distribution
- Charles Berling : Lucien Génin
- Yann Collette : Thierry Daragnès
- Ioana Craciunescu : Aurora Liceanu
- Basile de Bodt : Jean-Roger Duchemin
- Natsume Hokusai : Oida, Yoshi
- Eva Ionesco : Marie-Paule Daragnès
- Mariam Kaba : Jeja Sembene
- Clara Le Picard : Anne Lacombe
- Françoise Lebrun : Sophie Volland
- Daniel Martin : Robert Nollet
- Kevin McNally : Tom Donahue
- Benjamin Rataud : M. Chabaud
- Dominique Valadié : Maryse Ploche
- Valérie Vogt : Ginette Nollet